# فاطمه هاشمی
فاطمه هاشمی (زادهٔ ۲۲ بهمن ۱۳۴۷) بازیگر اهل ایران است. وی با سریال ساعت خوش به‌شهرت رسید.

## زندگی‌نامه
فاطمه هاشمی تحصیلات ابتدایی و متوسطه خود را در بندر انزلی به پایان رساند. طی دوران تحصیل به گروه تئاتری در بندرانزلی پیوست که چندین نمایش را در بندرانزلی و رشت را به روی صحنه بردند. وی سپس در سینمای جوان گیلان در رشته فیلمسازی و عکاسی آموزش دید و پس از آن در فرهنگسرای نیاوران زیر نظر اساتیدی چون قطب الدین صادقی، خسرو حکیم رابط، رکن الدین خسروی، جمال میرصادقی و بهرام بیضایی در رشته ادبیات نمایشی (تئاتر) ادامه تحصیل داده و فارغ‌التحصیل شد. وی در زمینه بازیگری به‌ویژه در ژانرطنز و کمدی در تلویزیون و سینما به فعالیت پرداخت.
آغاز فعالیت وی در تلویزیون با مجموعه پرواز ۵۷ بود. مجموعه ای که بسیاری دیگر از بازیگران جوان طنز و کمدی با این برنامه معرفی شدند. پس از آن در سریال ساعت خوش به همکاری با مهران مدیری پرداخت که این همکاری کمابیش در مجموعه‌های مختلف تلویزیونی و نمایش خانگی مانند قهوه تلخ و شب‌های برره تداوم پیدا کرد.
پس از آن در مجموعه‌های مختلف تلویزیونی، نمایش خانگی، سینما و تئاتر به فعالیت پرداخت.

## فیلم‌شناسی

### تلویزیون
- ۱۴۰۱ - دورهمی، سری پنجم (مسابقه) (مهران مدیری)
- ۱۴۰۰- استعداد گیلانی (برنامه استعدادیابی شبکه باران) (آرش تیمورنژاد)
- ۱۳۹۹ - چای نت (آرش تیمورنژاد)
- ۱۳۹۹ - مشتی باش (مهمان برنامه) (علی اوجی)
- ۱۳۹۸ - محرمانه (مسلم تهرانی)
- ۱۳۹۷- دورهمی، مهمان برنامه سری سوم (مهران مدیری)
- ۱۳۹۷ - تعطیلات رؤیایی (علیرضا امینی)
- ۱۳۹۵ - شهر گمشده (شکرآباد ۲) (شهاب عباسی)
- ۱۳۹۴ - در حاشیه (مهران مدیری)
- ۱۳۹۲ - باغ سرهنگ (فلورا سام)
- ۱۳۹۲ - شوخی کردم (مهران مدیری)
- ۱۳۸۹ - قهوه تلخ (مهران مدیری)
- ۱۳۸۶ - افسانه شهر هرت (سعید چاری)
- ۱۳۸۵ - قشقرق (ارژنگ امیرفضلی)
- ۱۳۸۵ - قرارگاه مسکونی (سید جواد رضویان)
- ۱۳۸۴ - شبهای برره (مهران مدیری)
- ۱۳۸۳ - دوباره زندگی (نادر مقدس)
- ۱۳۸۲ - افسانه شهر هرت (سعید چاری)
- ۱۳۸۲ - یک بام و دو هوا (یوسف صیادی)
- ۱۳۸۱ - آتیه (ارژنگ امیرفضلی)
- ۱۳۷۹ - تماشا ۷۹ (مهران غفوریان)
- ۱۳۷۸ - این چند نفر (مهران غفوریان)
- ۱۳۷۸ - حرف تو حرف (مهران غفوریان)
- ۱۳۷۸ - قصه‌های فلانی (یوسف صیادی)
- ۱۳۷۷ - گلهای ۷۷ (مهران غفوریان)
- ۱۳۷۷ - از خواستگاری تا ازدواج (فرهاد اژدری)
- ۱۳۷۶ - جمعه بازار (رامبد جوان)
- ۱۳۷۶ - گل‌های آفتابگردان (مسعود شاه‌محمدی)
- ۱۳۷۵ - سی نما (مهدی صفرخانی)
- ۱۳۷۵ - سلام، سلام (سید علی سمنانی)
- ۱۳۷۴ - جدی نگیرید (سعید توکل)
- ۱۳۷۴ - سال خوش (مهران مدیری)
- ۱۳۷۳ - ساعت خوش (مهران مدیری)
- ۱۳۷۳ - جنگ ۳۹ (داریوش کاردان)
- ۱۳۷۲ - پرواز ۵۷ (مهران مدیری)

### سینما
1. جاده عشق (کارگردان رجب محمدین)
2. دیدار (کارگردان محمدرضا هنرمند)
3. خوابم می‌آد (کارگردان رضا عطاران)
4. والدین امانتی (کارگردان حسین قناعت)

### تله فیلم
1. بغض (۱۳۸۲)
2. ماه عسل (شهاب عباسی، ۱۳۸۷)
3. دوقلوها (مجید وحیدیان، ۱۳۹۲)

### تئاتر
1. کوهولین (رکن الدین خسروی ۱۳۶۹)
2. ادیپ شهریار (رکن الدین خسروی ۱۳۷۰)
3. هایلایت (سوسن پرور پاییز ۱۳۹۶)
4. داری داری یا نداری (سوسن پرور پاییز ۱۳۹۷)